# Cnemidocarpa humilis
Cnemidocarpa humilis är en sjöpungsart som först beskrevs av Heller 1878.  Cnemidocarpa humilis ingår i släktet Cnemidocarpa och familjen Styelidae.
Artens utbredningsområde är Södra Ishavet. Inga underarter finns listade i Catalogue of Life.